# Escuela Superior de Defensa Nacional (Finlandia)
La Escuela Superior de Defensa Nacional, en finés Maanpuolustuskorkeakoulu (abreviatura MpKK), es una escuela superior de nivel universitario, situada en Helsinki, Finlandia, cuya misión es formar oficiales de carrera para el ejército finlandés. Esta Universidad ofrece los títulos de grado, posgrado y doctor en ciencia militar, además del grado militar de oficial. Su rector actual es Mika Kalliomaa.